# Wereldkampioenschappen baanwielrennen 1929
De wereldkampioenschappen baanwielrennen 1929 werden van 11 tot en met 18 augustus 1929 gehouden in het Zwitserse Zürich. Er stonden drie onderdelen op het programma, twee voor beroepsrenners en een voor amateurs.

## Uitslagen

### Beroepsrenners
| Onderdeel | Goud             | Goud      | Zilver        | Zilver    | Brons            | Brons           |
| --------- | ---------------- | --------- | ------------- | --------- | ---------------- | --------------- |
| Sprint    | Lucien Michard   | Frankrijk | Piet Moeskops | Nederland | Ernest Kauffmann | Zwitserland     |
| Stayeren  | Georges Paillard | Frankrijk | Victor Linart | België    | Paul Krewer      | Weimarrepubliek |

### Amateurs
| Onderdeel | Goud           | Goud      | Zilver        | Zilver              | Brons        | Brons      |
| --------- | -------------- | --------- | ------------- | ------------------- | ------------ | ---------- |
| Sprint    | Toine Mazairac | Nederland | Sydney Cozens | Verenigd Koninkrijk | Willy Gervin | Denemarken |

### Medaillespiegel
| Plaats | Land                | Goud | Zilver | Brons | Totaal |
| 1      | Frankrijk           | 2    | 0      | 0     | 2      |
| 2      | Nederland           | 1    | 1      | 0     | 2      |
| 3      | België              | 0    | 1      | 0     | 1      |
| 3      | Verenigd Koninkrijk | 0    | 1      | 0     | 1      |
| 5      | Weimarrepubliek     | 0    | 0      | 1     | 1      |
| 5      | Denemarken          | 0    | 0      | 1     | 1      |
| 5      | Zwitserland         | 0    | 0      | 1     | 1      |
| Totaal | Totaal              | 3    | 3      | 3     | 9      |